# 海神喷泉 (人民广场)
41°54′38″N 12°28′32″E / 41.910509°N 12.475515°E

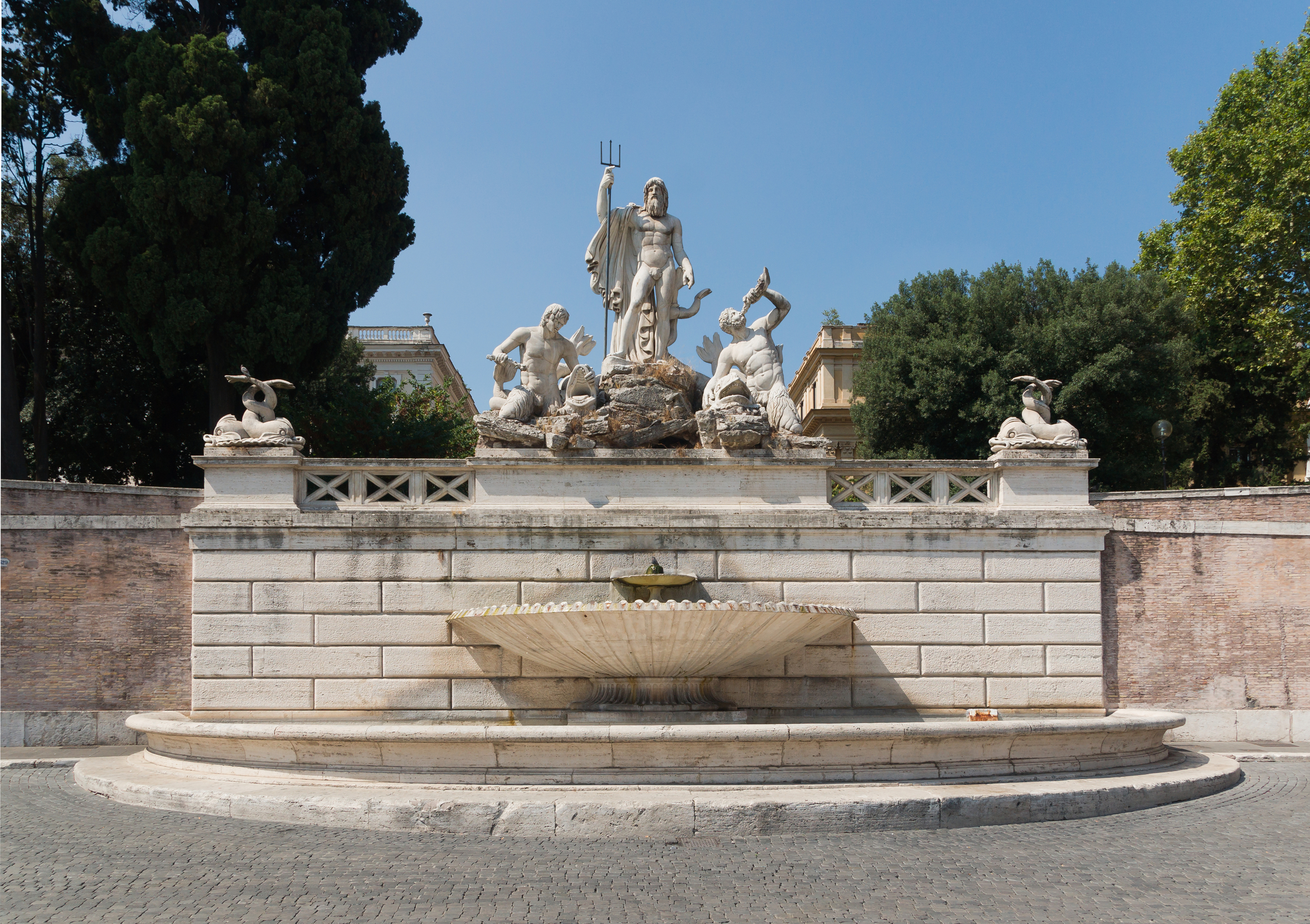
海神喷泉 (人民广场)

位于罗马人民广场的海神喷泉（義大利語：Fontana del Nettuno） 兴建于1822-23年，在一个新建渡槽Acqua Vergine Nuovo的终点。人民广场的海神喷泉是 Giovanni Ceccarini的作品。海神喷泉位于广场西侧，表现尼普顿手持三叉戟，身旁是两个特里同。